# Морозівка (Могилів-Подільський район)
Моро́зівка — село в Україні, у Мурованокуриловецькій селищній громаді Могилів-Подільського району Вінницької області. Населення становить 718 осіб.
Через село протікає річка Караєць.

## Назва
7 червня 1946 р. село Татариски Муровано-Куриловецького району отримало назву «Морозівка» і Татариську сільську Раду названо Морозівською.

## Історія
На 1892 р. село належало до Котюжанської волості Могилівського повіту Подільської губернії. Було 718 мешканців, 190 садиб, 3 млини. Земля суха, кам'яниста, у власності селян — 722 десятини, поміщиків Янішевських — 826 десятин, церковної — 36 (церква св. Дмитра зведена в 1858 р.).
7 (20) листопада 1917 року, відповідно до Третього Універсалу Української Центральної Ради, увійшло до складу Української Народної Республіки.
12 червня 2020 року, відповідно до Розпорядження Кабінету Міністрів України № 707-р «Про визначення адміністративних центрів та затвердження територій територіальних громад Вінницької області», увійшло до складу Мурованокуриловецької селищної громади.
19 липня 2020 року, в результаті адміністративно-територіальної реформи та ліквідації Мурованокуриловецького району, село увійшло до складу новоутвореного Могилів-Подільського району.

## Населення

### Мова
Розподіл населення за рідною мовою за даними перепису 2001 року:
| Мова       | Відсоток |
| ---------- | -------- |
| українська | 98,8%    |
| російська  | 1,2%     |

## Видатні уродженці
- Колісник Петро Федорович — український лікар-терапевт, доктор медичних наук.